# 金鱼漾
金鱼漾是一个位于中国江苏省吴江市的湖泊，面积约为4.3平方千米，平均水深约为1.2米。2005年2月，列入江苏省湖泊保护名录。